# Aleksander Jackowski
Aleksander Jackowski (ur. 19 stycznia 1920 w Warszawie, zm. 1 stycznia 2017 tamże) – polski antropolog kultury, etnograf, krytyk sztuki. Autor wielu prac o sztuce ludowej, współczesnej, l’art brut, naiwnej.

## Życiorys
Wychowywał się w Warszawie, w rodzinie inteligenckiej. W 1940 r. został zesłany ze Lwowa na Syberię. Tam zetknął się z kulturą ludową Chantów, pracował jako drwal, tragarz, traktorzysta, zdun, tokarz, ślusarz. Strzaskaną kostkę w nodze złożył mu szaman, ukrywający się w lasach przed władzą radziecką. Do Polski wrócił z wojskiem (armia Berlinga) w 1943 r. Brał udział w walkach pod Puławami i o Warszawę. Epizod wojskowy zakończył w stopniu majora jako zastępca Komendanta Wojskowego Warszawy w maju 1945 r. Studiował socjologię, uczęszczał na wykłady z historii sztuki. Do 1948 r. pracował w Ministerstwie Spraw Zagranicznych jako dyrektor Gabinetu Ministra, dyrektor Departamentu Prasy i Informacji. W 1948 r. był też zastępcą redaktora naczelnego w tygodniku „Odrodzenie”. Od końca 1949 r. był wicedyrektorem, a następnie kierownikiem Zakładu Sztuki Ludowej i Nieprofesjonalnej w Państwowym Instytucie Sztuki (później Instytut Sztuki PAN), organizatorem Akcji Zbierania Folkloru Muzycznego i Słownego. W latach 1952–1998 był redaktorem naczelnym kwartalnika „Konteksty. Polska Sztuka Ludowa”. Do 1984 r. kierował pracownią Sztuki Nieprofesjonalnej w Instytucie Sztuki PAN. Jest autorem ponad 400 tekstów o sztuce ludowej, współczesnej, l’art brut, naiwnej. Był wieloletnim współpracownikiem Instytutu Etnologii i Antropologii Kulturowej Uniwersytetu Warszawskiego, członkiem Komitetu Nauk Etnologicznych PAN, Rady Fundacji Kultury, Rady Centrum Sztuki Współczesnej, jurorem konkursów „Małe ojczyzny”.
19 stycznia 1955 r. na wniosek Ministra Kultury i Sztuki został odznaczony Medalem 10-lecia Polski Ludowej.
Zmarł w Warszawie, pochowany 16 stycznia 2017 r. w grobie rodzinnym Jackowskich na cmentarzu Powązkowskim.

## Wybrane publikacje

### Książki
- 1965: Sztuka ludu polskiego
- 1995: Sztuka zwana naiwną
- 1997: O rzeźbach i rzeźbiarzach
- 1998: Obrazy ludowe
- 1999: Cepelia. Tradycja i współczesność
- 2000: Pejzaż frasobliwy. Kapliczki i krzyże przydrożne[8]
- 2002: Polska sztuka ludowa
- 2005: Świat Nikifora

### Artykuły
- 1954: Z zagadnień historii i metodologii badań nad sztuką ludową, „Materiały do Studiów i Dyskusji z Zakresu Teorii i Historii Sztuki, Krytyki Artystycznej oraz Badań nad Sztuką”, R. 5, nr 3-4.
- 1958: Ignacy Kamiński, rzeźbiarz z Oraczewa, PSL, R. 12, nr 4.
- 1959: Sytuacja i perspektywy sztuki ludowej w Polsce, PSL, R. 13, nr 4.
- 1960: O motywach ludowych i ich adaptacji, PSL, R. 14, nr 4.
- 1964: Współczesna rzeźba ludowa, PSL, R. 18, nr 1.
- 1966: Kicz – sztuka jarmarczna – sztuka ludowa. Dyskusja, PSL, R. 20, nr 3-4.
- 1966: Odpust w Białymstoku 1965 r., PSL, R. 20, nr 3-4.
- 1966: Kolorowe figurki z cukru, PSL, R. 20, nr 3-4.
- 1968: Pogranicze sztuki naiwnej i ludowej, PSL, R. 22, nr 1-2.
- 1974: Kopernik w ludowej rzeźbie, PSL, R. 28, nr 1.
- 1974: Sobota i inni, PSL, R. 28, nr 2.
- 1975: Sztuka ludowa, relikt czy wartość żywa?, PSL, R. 29, nr 3.
- 1976: Współczesna rzeźba zwana ludową, PSL, R. 30, nr 3-4.
- 1977: Współczesne malarstwo ludowe i jego pogranicza, PSL, R. 31, nr 2, 3 i 4.
- 1980: Pojęcie twórcy ludowego, „Lud”, t. 64.
- 1981: Pomniki ludu, PSL, R. 35, nr 3-4.
- 1981: Sztuka ludowa, [w:] Etnografia Polski. Przemiany Kultury Ludowej, t. 2, Wrocław-Warszawa-Kraków-Gdańsk-Łódź 1981.
- 1983: Obrazy Rozalii Barańskiej-Dzięciołowskiej, PSL, R. 37, nr 1-2.
- 1991: Kultura ludowa – sztuka ludowa, „Lud”, tom 74.